# Minha Arquitetura
Minha arquitetura é um livro do arquiteto Oscar Niemeyer, publicado no ano 2000, pela Revan. O livro, ilustrado com desenhos inéditos fala sobre obra e vida do arquiteto, levando em conta os aspectos ideológicos de seus pensamento político e arquitetônico.  Niemeyer reúne e sintetiza escritos anteriores e acrescenta dados sobre alguns projetos importantes em sua trajetória, tais como o Ministério da Educação, o Hotel Ouro Preto, o Conjunto Arquitetônico da Pampulha, Brasília etc.
Fala ainda sobre o período no exílio, da amizade com André Malraux, de seus projetos na França (sede Partido Comunista Francês, a Bolsa de Trabalho de Bobigny, o Centro Cultural Le Havre); na Itália (Sede da Editora Mondadori, em Milão) , na Argélia (Universidade de Constantine) entre outros projetos internacionais.
Pontua os projetos do Memorial da América Latina, do Museu de Arte Contemporânea de Niterói e o Caminho Niemeyer.
"Releio este livro, e definir meu pensamento sobre arquitetura me parece indispensável. Dizer que não vejo a minha arquitetura como solução ideal, mas, modestamente, como a minha arquitetura. Aquela que prefiro, mais livre, coberta de curvas, a penetrar corajosamente nesse mundo de formas novas que o concreto armado oferece".— Oscar Niemeyer

## Edições
Foi editado em inglês - My architecture, pela Revan, Rio de Janeiro, junto com a edição em português.